# Alojzy Gonzaga
Alojzy Gonzaga, wł. Luigi Gonzaga (ur. 9 marca 1568 w Castiglione delle Stiviere koło Mantui w Lombardii, zm. 21 czerwca 1591 w Rzymie) – jeden z najmłodszych kanonizowanych jezuitów (SJ), obok św. Stanisława Kostki i św. Jana Berchmansa, święty Kościoła katolickiego.
Pochodził z książęcej rodziny. Był paziem na dworach w Mantui i Florencji oraz Hiszpanii (na dworze króla Filipa II). Wbrew woli rodziny wstąpił do Towarzystwa Jezusowego. W 1585 roku rozpoczął nowicjat. Zmarł, nie doczekawszy święceń, w wieku 23 lat, opiekując się chorymi w czasie panowania dżumy w Rzymie.

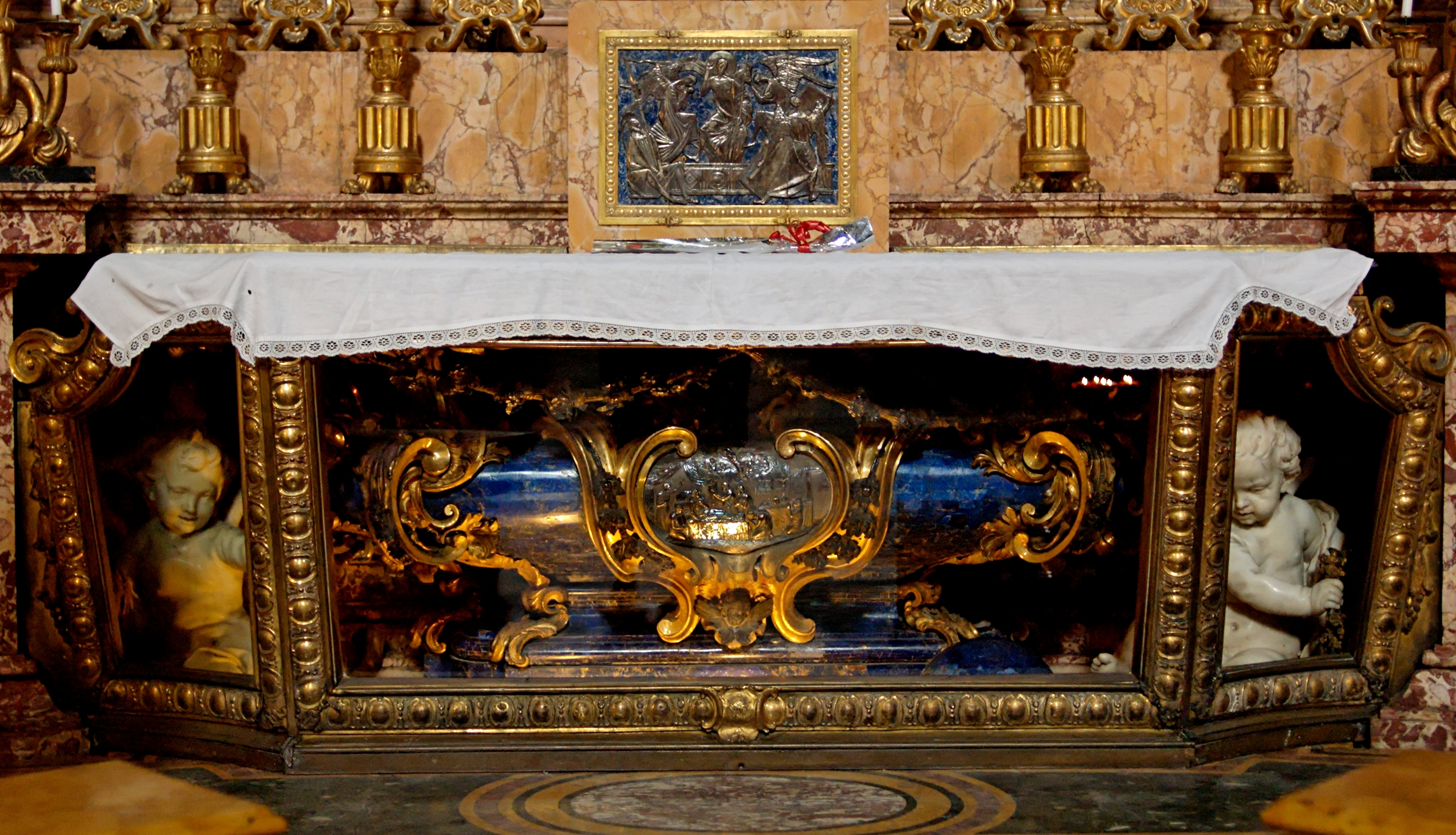
Relikwiarz św. Alojzego Gonzagi kościele św. Ignacego Loyoli na Polu Marsowym w Rzymie

Jest patronem studentów i ministrantów. Jego wspomnienie liturgiczne obchodzone jest w dzienną pamiątkę śmierci.
Wspomnienie liturgiczne wypada  21 czerwca.
Relikwie św. Alojzego Gonzagi przechowywane są w kościele św. Ignacego Loyoli na Polu Marsowym w Rzymie.
W Polsce, na Górnym Śląsku, popularnością cieszyły się młodzieżowe towarzystwa pod jego patronatem.

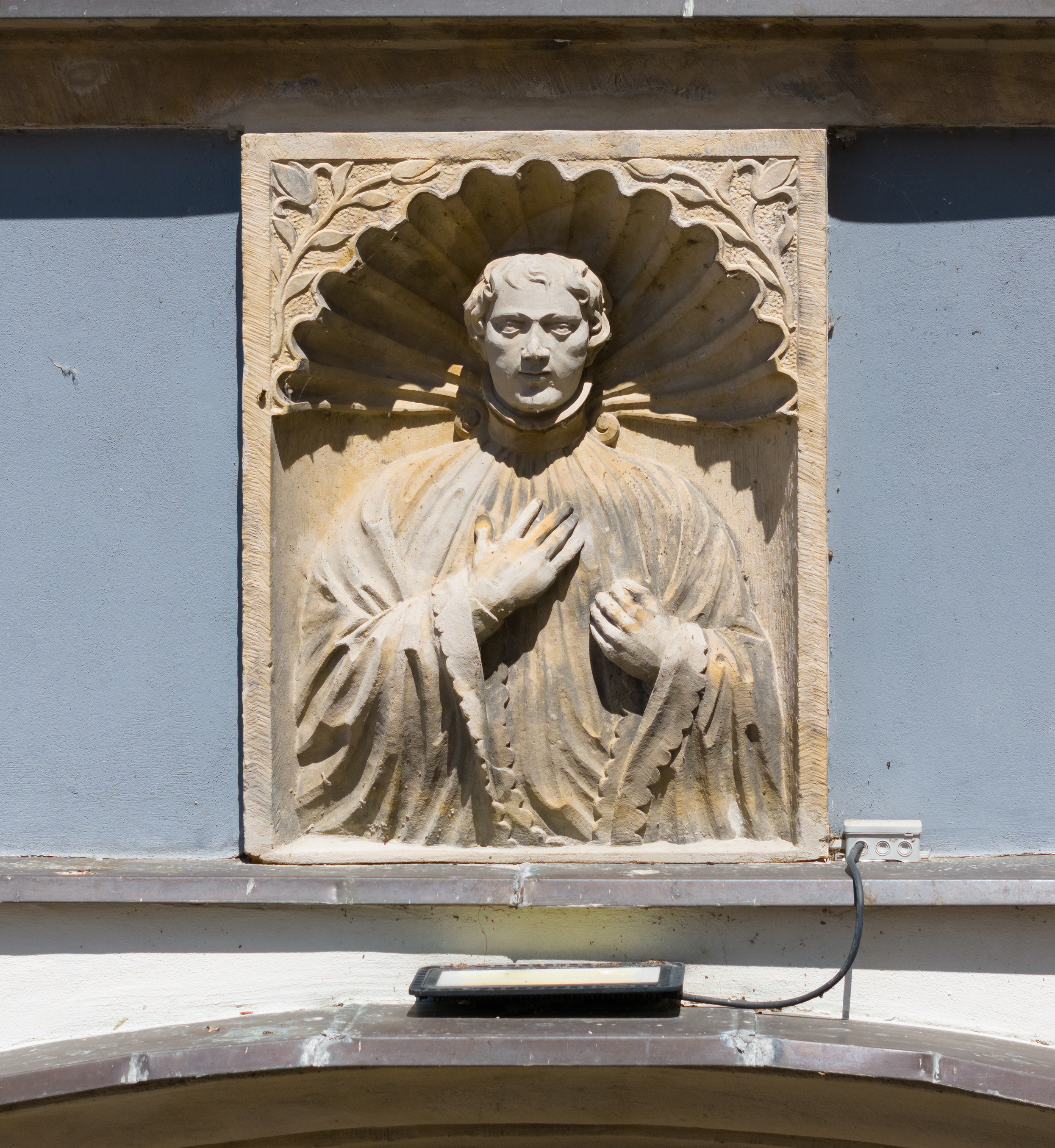
Relief z Alojzym Gonzagą na konwikcie w Kłodzku

## Ikonografia
W ikonografii przedstawiany jest w sukni jezuickiej, białej komży z szerokimi rękawami. Jego atrybutami są bicze i czaszka nawiązujące do oddawania się aktom pokuty, Dziecię Jezus w ramionach nawiązujące do wizji, w której otrzymał obietnicę uwolnienia od pokus cielesnych, krzyż który szczególnie kontemplował, lilia symbolizuje czystość, której dozgonne śluby złożył w kościele Wniebowzięcia Matki Bożej we Florencji, korona (mitra) książęca u stóp nawiązuje do faktu wyrzeczenia się rodzinnego dziedzictwa.